# Phaeochlaena gyon
Phaeochlaena gyon är en fjärilsart som beskrevs av Fabricius 1787. Phaeochlaena gyon ingår i släktet Phaeochlaena och familjen tandspinnare. Inga underarter finns listade i Catalogue of Life.